# Grandchamp (Haute-Marne)
Pour les articles homonymes, voir Grandchamp.
Grandchamp est une commune française située dans le département de la Haute-Marne, en région Grand Est.
Ses habitants sont les Grandicampois et les Grandicampoises.

## Géographie
La commune française de Grandchamp est traversée par la Resaigne, le ruisseau de la Pissotte et le Ruisseau du Rang des Vignes.
L'altitude varie entre un minimum de 251 mètres et un maximum de 350 mètres pour une altitude moyenne de 301 mètres couvre une superficie de 478 hectares soit 4,78 km2. La mairie se situe à 259 mètres.
Elle fait partie de la micro-région naturelle de l'Apance-Amance.

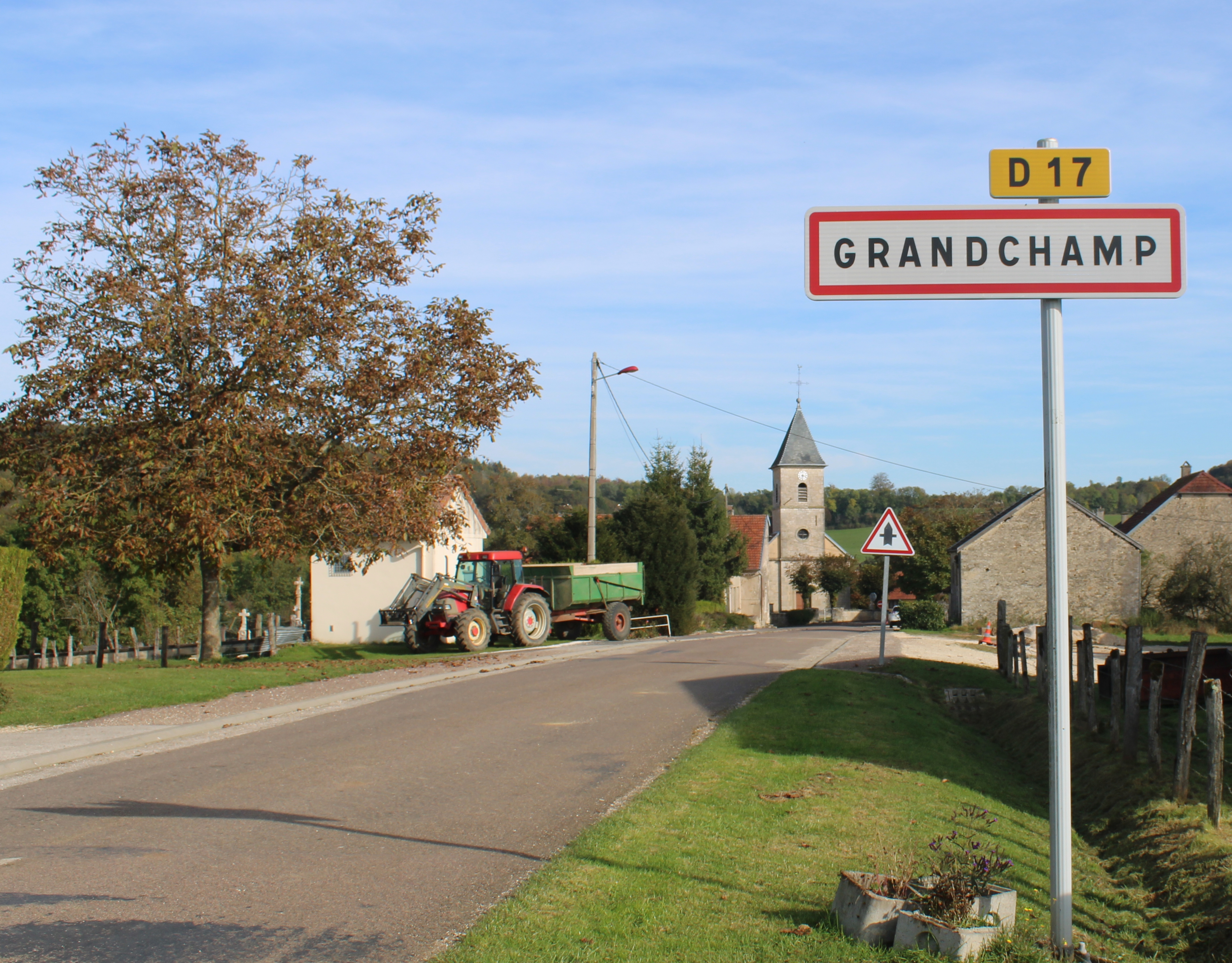
Entrée du village.

### Localisation

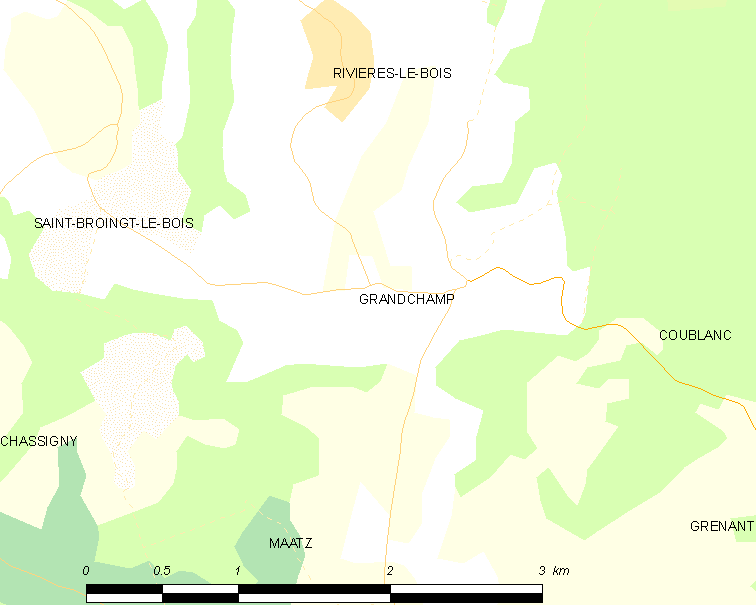
Carte de la commune.

### Communes limitrophes
Elle est limitrophe de Rivières-le-Bois, Saint-Broingt-le-Bois et Maâtz.
| Saint-Broingt-le-Bois Rivières-le-Bois | Rivières-le-Bois | Rivières-le-Bois |
| Saint-Broingt-le-Bois                  | Grandchamp       | Maâtz            |
| Maâtz                                  | Maâtz            | Maâtz            |

### Hydrographie
La commune est dans le bassin versant de la Saône au sein du bassin Rhône-Méditerranée-Corse. Elle est drainée par la Resaigne et la Flasse.
La Resaigne, d'une longueur de 17 km, prend sa source dans la commune de Le Pailly et se jette  dans le Salon à Coublanc, après avoir traversé sept communes. 

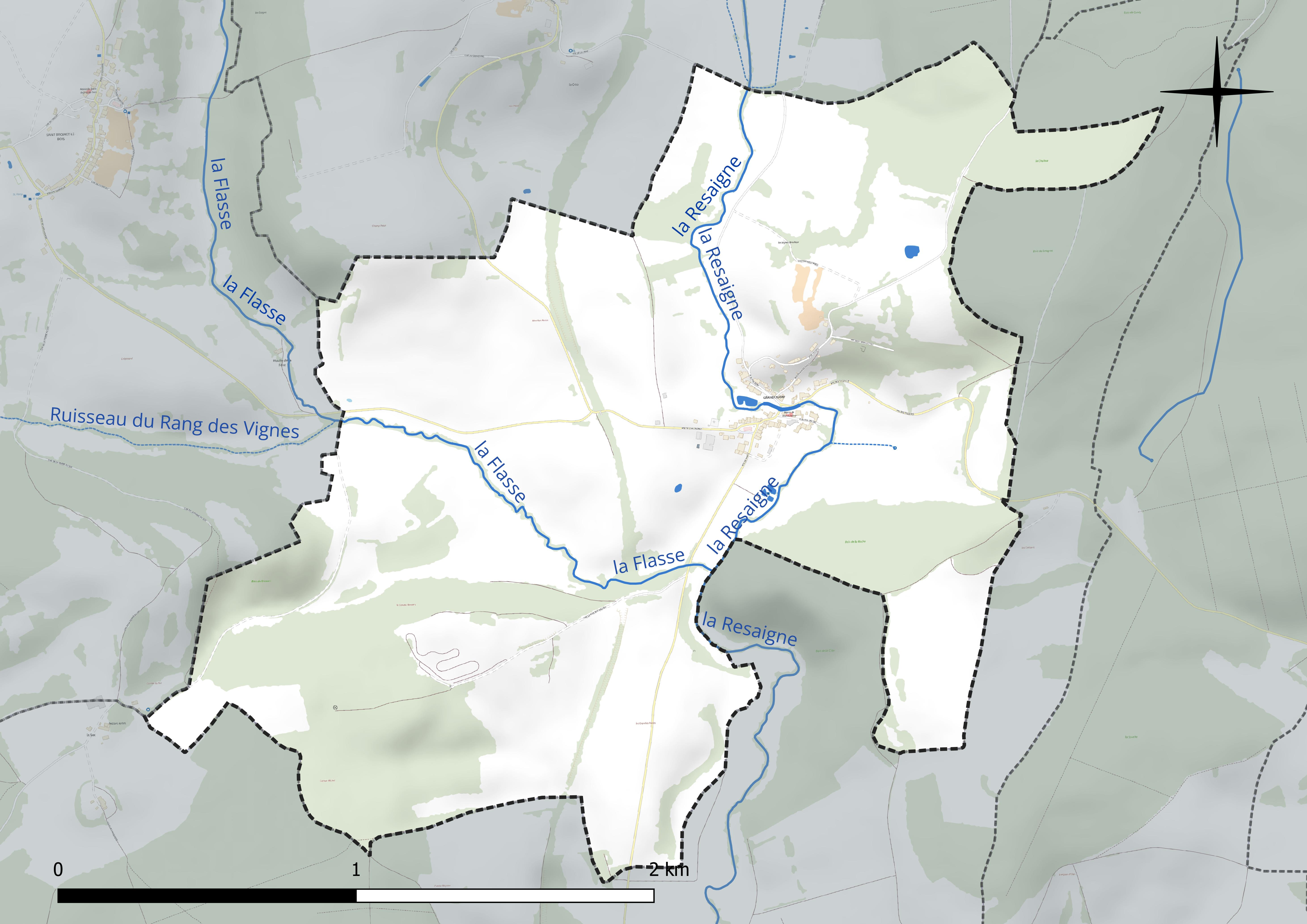
Réseau hydrographique de Grandchamp.

### Climat
Pour des articles plus généraux, voir Climat du Grand Est et Climat de la Haute-Marne.
En 2010, le climat de la commune est de type climat des marges montargnardes, selon une étude du Centre national de la recherche scientifique s'appuyant sur une série de données couvrant la période 1971-2000. En 2020, Météo-France publie une typologie des climats de la France métropolitaine dans laquelle la commune est exposée à un climat océanique altéré et est dans la région climatique  Lorraine, plateau de Langres, Morvan, caractérisée par un hiver rude (1,5 °C), des vents modérés et des brouillards fréquents en automne et hiver. 
Pour la période 1971-2000, la température annuelle moyenne est de 10,1 °C, avec une amplitude thermique annuelle de 17,3 °C. Le cumul annuel moyen de précipitations est de 946 mm, avec 12,8 jours de précipitations en janvier et 8,7 jours en juillet. Pour la période 1991-2020, la température moyenne annuelle observée sur la station météorologique de Météo-France la plus proche, « Coublanc », sur la commune de Coublanc à 3 km à vol d'oiseau, est de 10,9 °C et le cumul annuel moyen de précipitations est de 926,7 mm. 
La température maximale relevée sur cette station est de 41 °C, atteinte le 25 juillet 2019 ; la température minimale est de −26 °C, atteinte le 9 janvier 1985,,. 
Les paramètres climatiques de la commune ont été estimés pour le milieu du siècle (2041-2070) selon différents scénarios d'émission de gaz à effet de serre à partir des nouvelles projections climatiques de référence DRIAS-2020. Ils sont consultables sur un site dédié publié par Météo-France en novembre 2022.

## Urbanisme

### Typologie
Au 1er janvier 2024, Grandchamp est catégorisée commune rurale à habitat très dispersé, selon la nouvelle grille communale de densité à sept niveaux définie par l'Insee en 2022.
Elle est située hors unité urbaine. Par ailleurs la commune fait partie de l'aire d'attraction de Langres, dont elle est une commune de la couronne,. Cette aire, qui regroupe 77 communes, est catégorisée dans les aires de moins de 50 000 habitants,.

### Occupation des sols
L'occupation des sols de la commune, telle qu'elle ressort de la base de données européenne d’occupation biophysique des sols Corine Land Cover (CLC), est marquée par l'importance des territoires agricoles (74,6 % en 2018), une proportion identique à celle de 1990 (74,6 %). La répartition détaillée en 2018 est la suivante : 
prairies (47,3 %), forêts (24,6 %), terres arables (22,7 %), zones agricoles hétérogènes (4,6 %), milieux à végétation arbustive et/ou herbacée (0,8 %). L'évolution de l’occupation des sols de la commune et de ses infrastructures peut être observée sur les différentes représentations cartographiques du territoire : la carte de Cassini (XVIIIe siècle), la carte d'état-major (1820-1866) et les cartes ou photos aériennes de l'IGN pour la période actuelle (1950 à aujourd'hui).

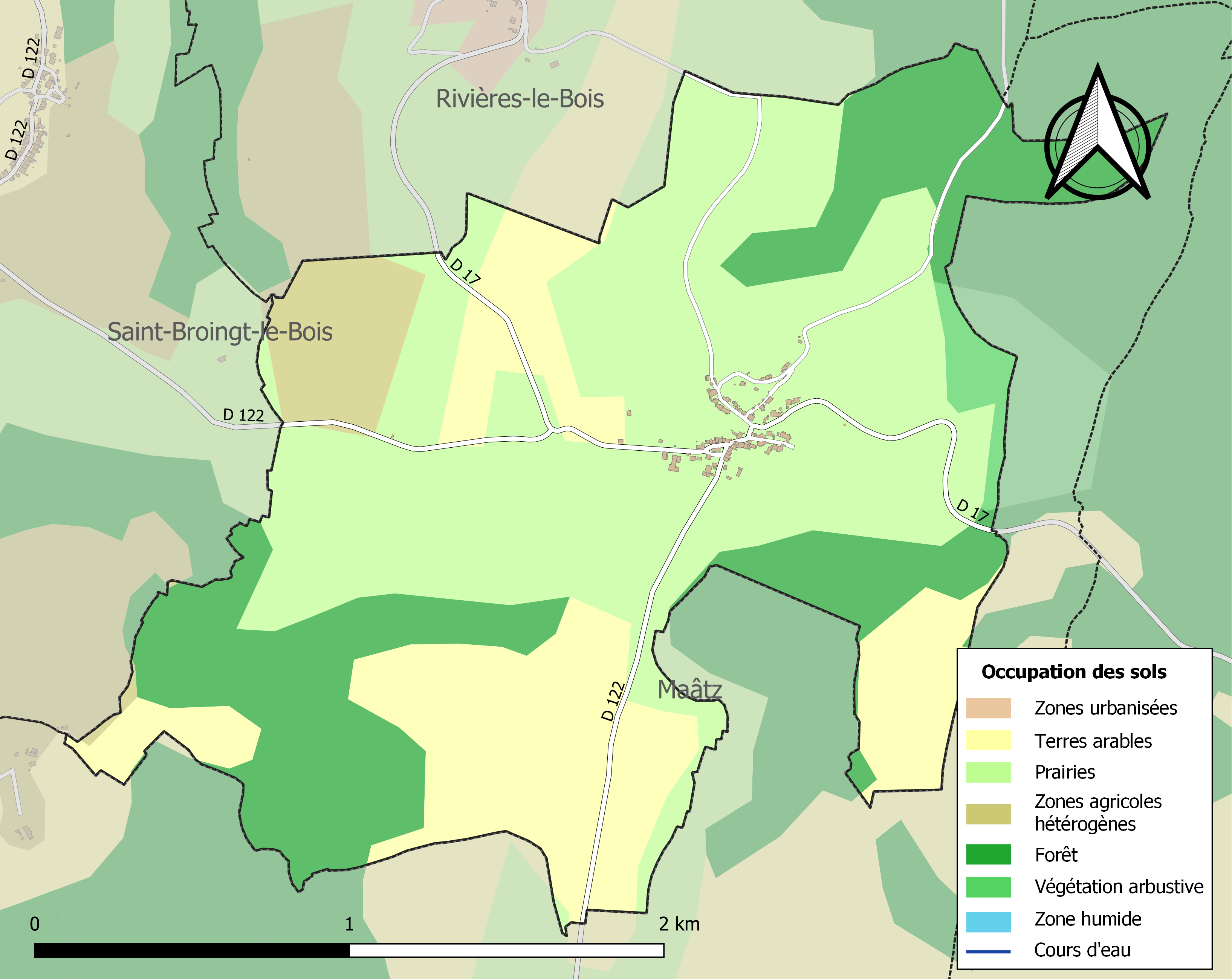
Carte des infrastructures et de l'occupation des sols de la commune en 2018 (CLC).

## Toponymie
Le nom de la localité est attesté sous les formes Magnus Campus (1202) ; Grant Champ (1334) ; Grain Champ (1342) ; Grandchamp (1675).

Le toponyme est issu du latin grandis campus, « grand champ »,, de l'adjectif oïl grand et champ.

## Historique
L’origine du nom de la commune  fait peut-être référence à un camp romain implanté sur les hauteurs au dessus de la Resaigne. 
L'Ordre du Temple avait des possessions dans la commune qui faisait partie à cette époque de la Franche-Comté.
En 1598, Etienne Heudelot, seigneur d'Esnoms, est anobli par Henri IV. Son fils, Jean Heudelot (Écuyer), est seigneur de Grandchamps titre qui reviendra ensuite à l'ainé des enfants Jean Heudelot puis à la fille de ce dernier Elisabeth Heudelot (dame de Grandchamp), et enfin à Elisabeth d'Origny (dame de Grandchamp 1675-1763) fille de la précédente et de Jérémy d'Origny.
Grandchamp a été rattachée à la commune de Chassigny-Aisey du 1er février 1974 au 1er juillet 1990, date à laquelle la commune est rétablie.
Après avoir fait partie de la Communauté de communes du Pays de Chalindrey en 1996, elle rejoint la Communauté de communes d'Auberive Vingeanne et Montsaugeonnais en 2011.

## Politique et administration
| Période                                  | Période   | Identité             | Étiquette | Qualité     |
| ---------------------------------------- | --------- | -------------------- | --------- | ----------- |
| Les données manquantes sont à compléter. |           |                      |           |             |
|                                          | mars 1987 | Camille Taiclet      |           | Instituteur |
| 1987                                     | mars 2001 | à compléter          |           |             |
| mars 2001                                | mars 2008 | Gérard Curlier       |           |             |
| mars 2008                                | mars 2014 | Régis Bizingre       |           |             |
| avril 2014                               | juin 2014 | Délégation spéciale, |           |             |
| juin 2014                                | En cours  | Régis Bizingre       |           |             |

## Population et société

### Démographie

#### Évolution démographique
L'évolution du nombre d'habitants est connue à travers les recensements de la population effectués dans la commune depuis 1793. Pour les communes de moins de 10 000 habitants, une enquête de recensement portant sur toute la population est réalisée tous les cinq ans, les populations de référence des années intermédiaires étant quant à elles estimées par interpolation ou extrapolation. Pour la commune, le premier recensement exhaustif entrant dans le cadre du nouveau dispositif a été réalisé en 2008.

En 2022, la commune comptait 69 habitants, en évolution de −1,43 % par rapport à 2016 (Haute-Marne : −4,62 %, France hors Mayotte : +2,11 %).
| 1793 | 1800 | 1806 | 1821 | 1831 | 1836 | 1841 | 1846 | 1851 |
| ---- | ---- | ---- | ---- | ---- | ---- | ---- | ---- | ---- |
| 203  | 219  | 255  | 265  | 295  | 287  | 299  | 308  | 274  |

| 1856 | 1861 | 1866 | 1872 | 1876 | 1881 | 1886 | 1891 | 1896 |
| ---- | ---- | ---- | ---- | ---- | ---- | ---- | ---- | ---- |
| 266  | 255  | 254  | 236  | 227  | 207  | 201  | 191  | 193  |

| 1901 | 1906 | 1911 | 1921 | 1926 | 1931 | 1936 | 1946 | 1954 |
| ---- | ---- | ---- | ---- | ---- | ---- | ---- | ---- | ---- |
| 165  | 160  | 158  | 137  | 153  | 115  | 117  | 129  | 136  |

| 1962 | 1968 | 1999 | 2006 | 2008 | 2013 | 2018 | 2022 | - |
| ---- | ---- | ---- | ---- | ---- | ---- | ---- | ---- | - |
| 131  | 117  | 64   | 78   | 82   | 69   | 79   | 69   | - |

#### Activité des propriétaires en 1833
Sur la base de l’étude du registre de la population, en 1833 le village compte 287 habitants. 
On dénombre 52 métiers regroupés en :
- 16 cultivateurs, exploitant des petites parcelles (entre 5 et 30 ares), 
- 33 manœuvriers (il louent leurs bras à la journée),
- 14 artisans (cordonnier, maçon, 2 maréchaux-ferrants, menuisier, meunier, sabatier, tisserand, tonnelier , 2 sieurs de long, tourneur, pressureur (pressoir)

## Lieux et monuments

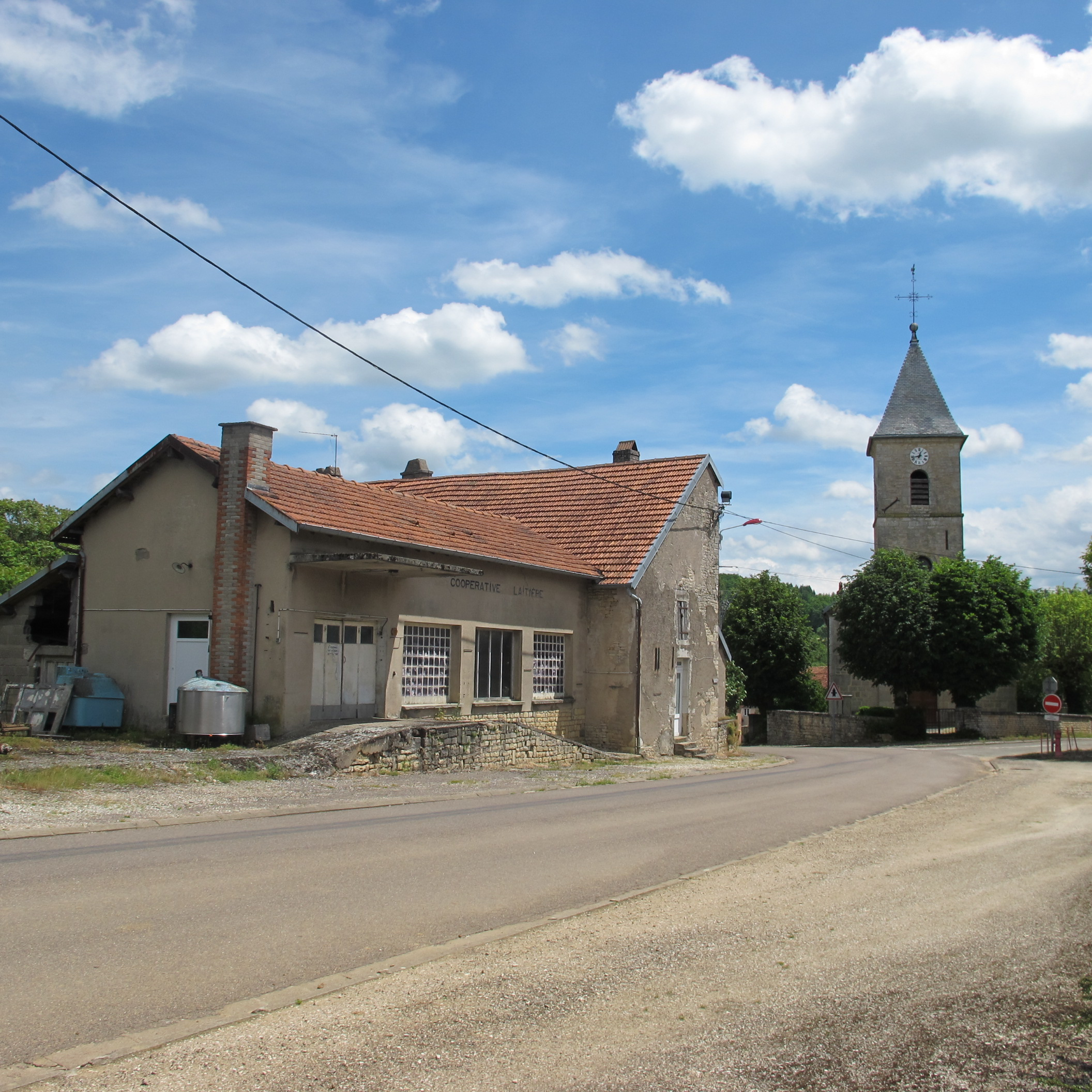
L'église et l'ancienne coopérative laitière[25],[26].
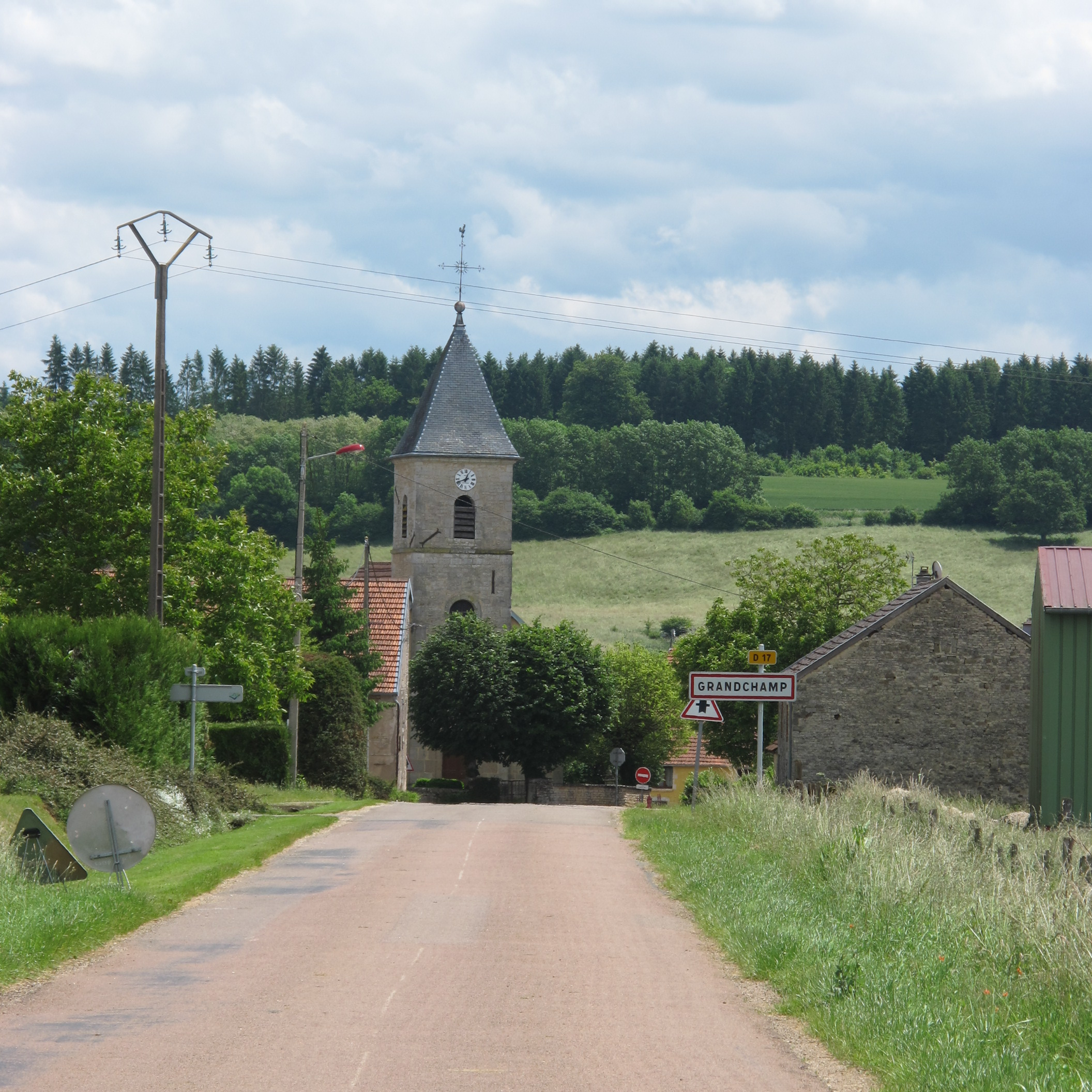
Entrée du village à partir de la route de Chalindrey (D 17).
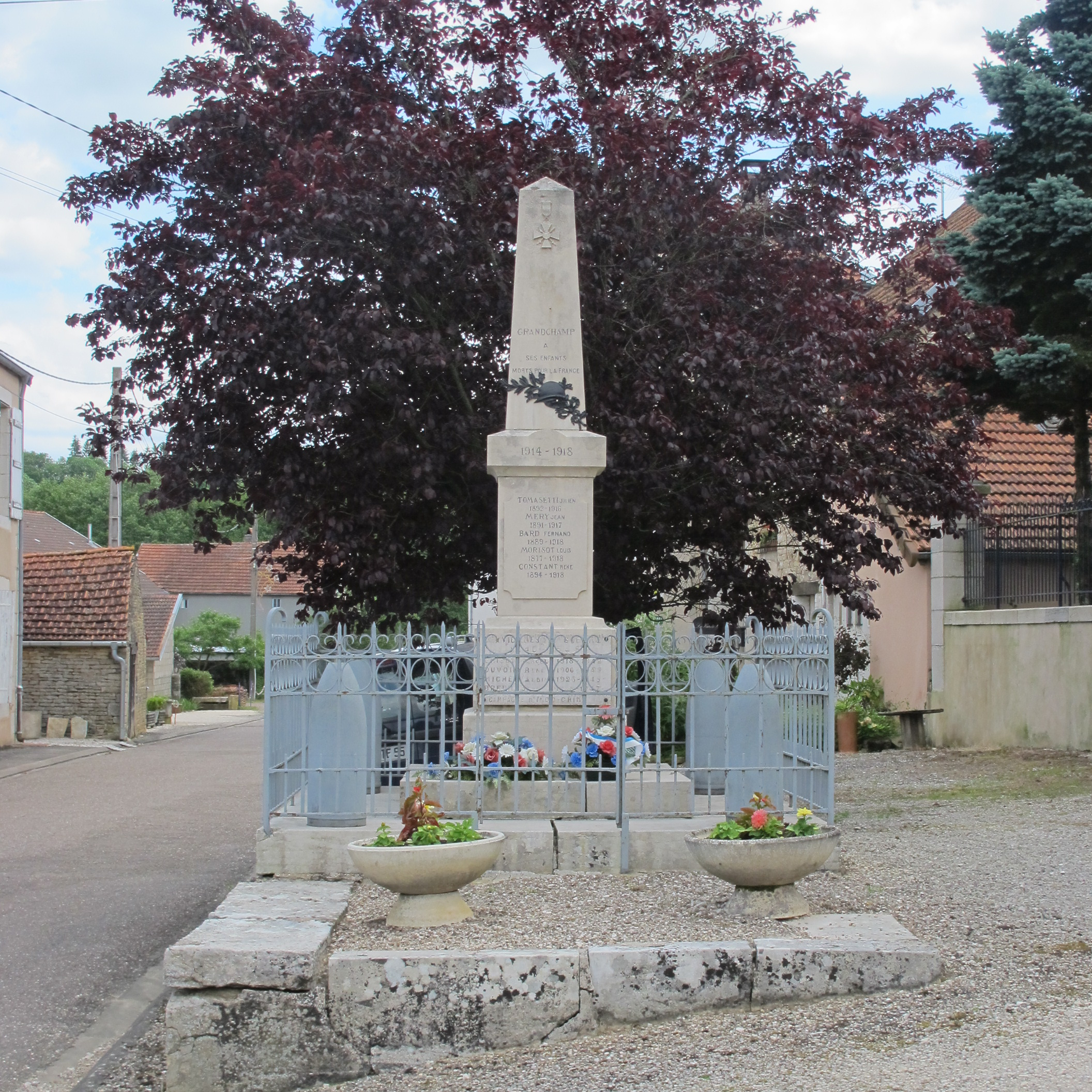
Le monument aux morts.
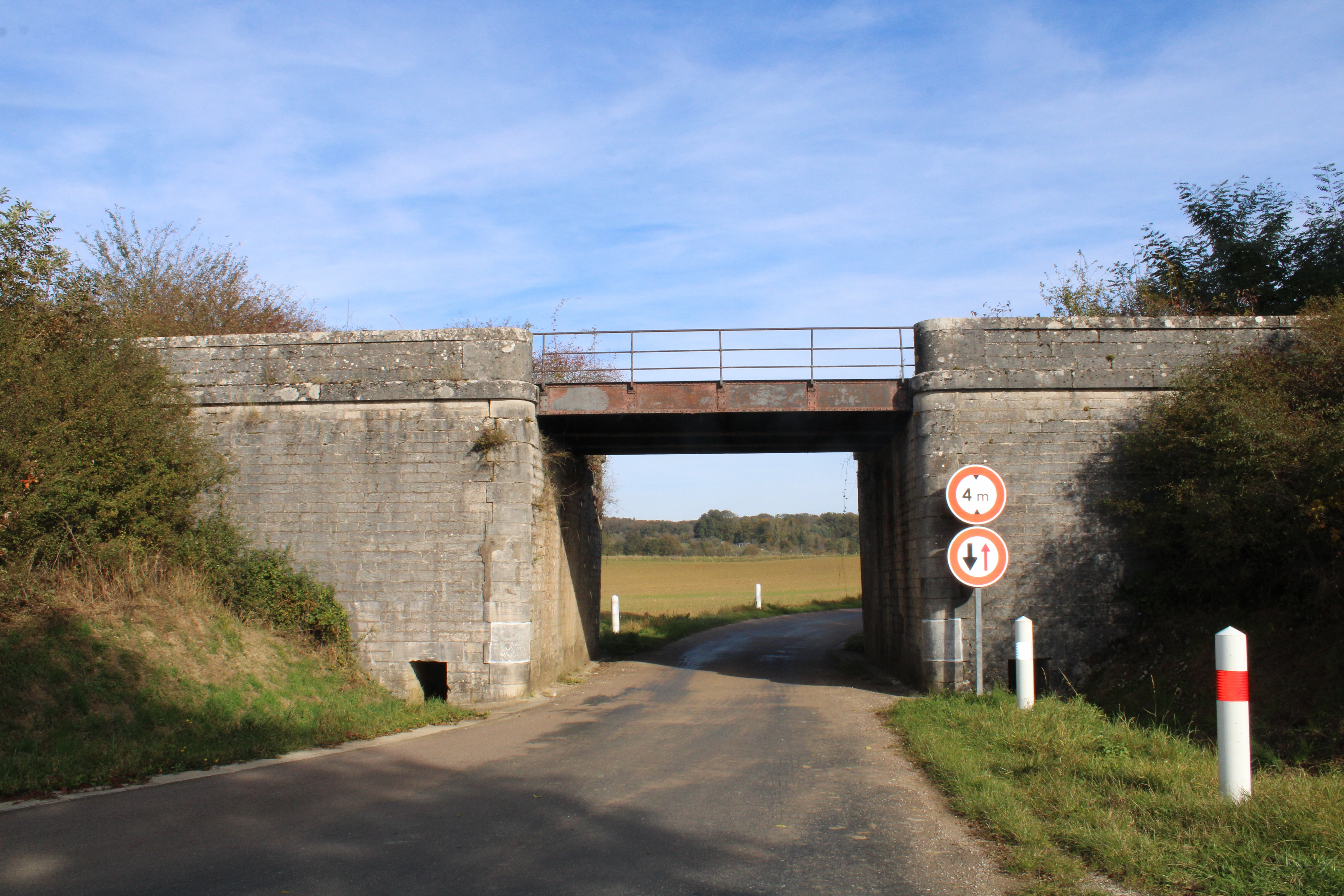
Le pont du chemin de fer (ancienne voie ferrée Chalindrey / Gray.
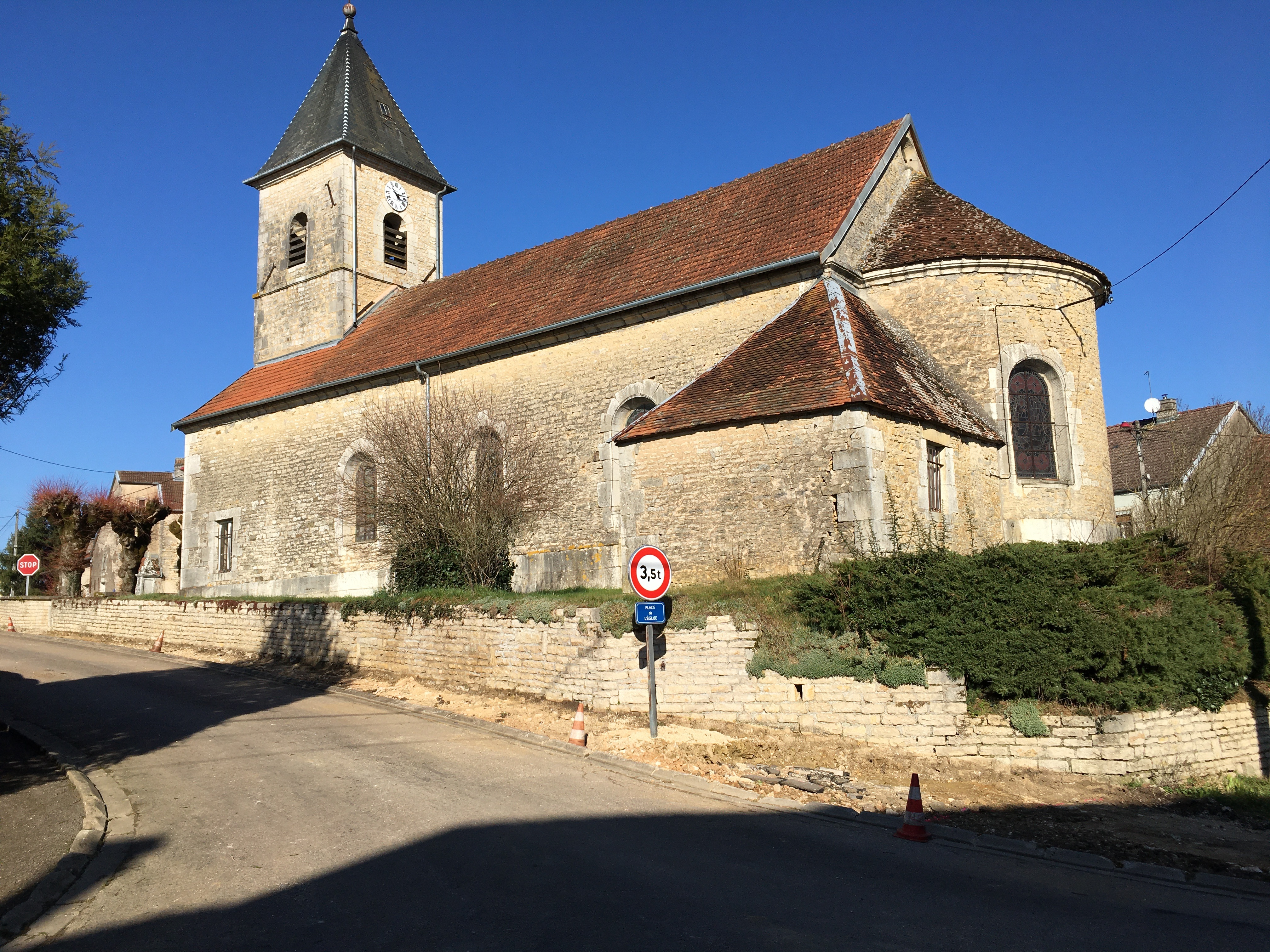
L’église
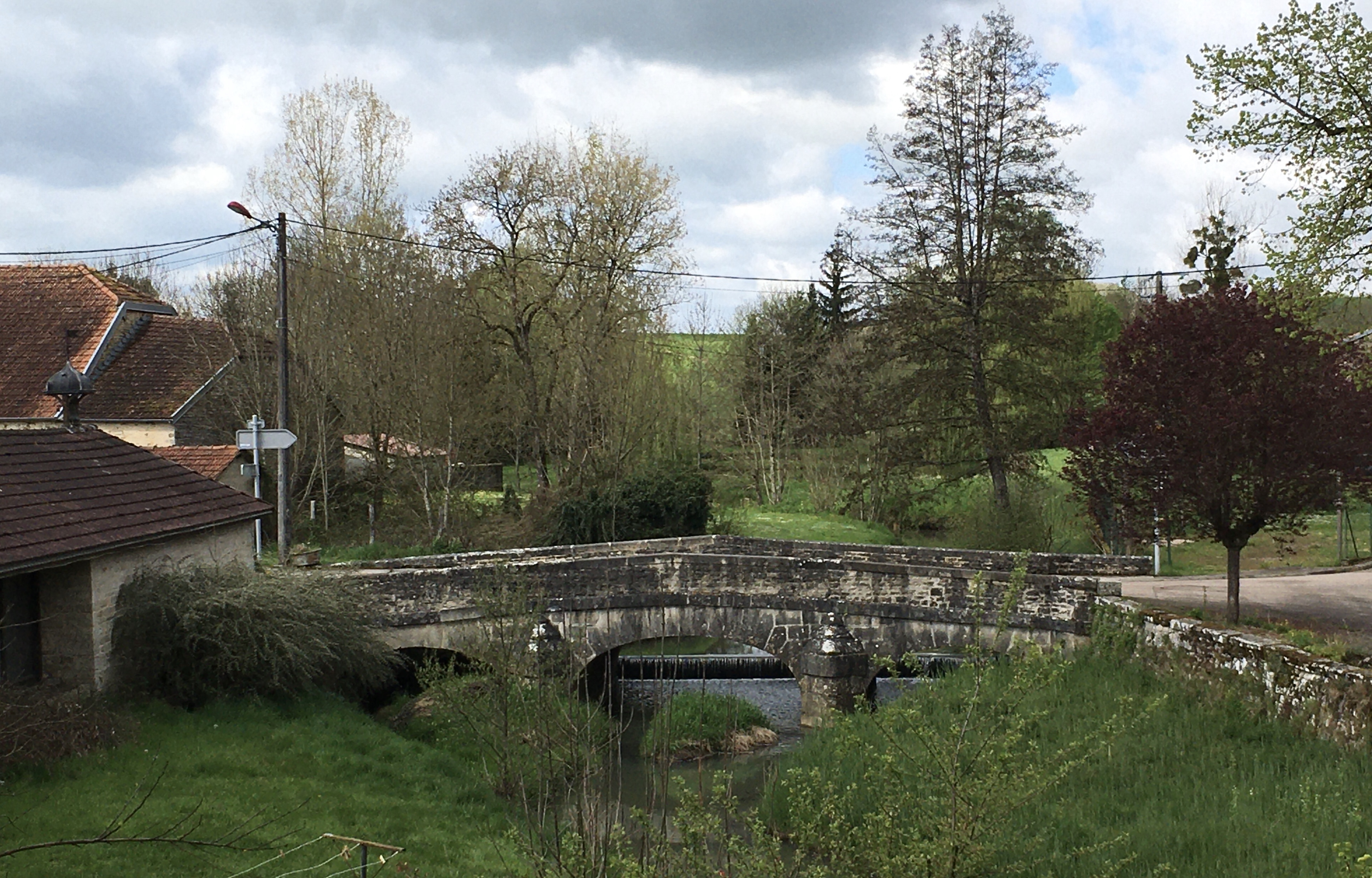
Le pont 3 arches sur la Resaigne [27],[28].

## Personnalités liées à la commune
- Anne Dacier (1645-1720), philologue et traductrice des auteurs grecs et latins, épouse du philologue André Dacier.